# Kawali (obwód mohylewski)
Kawali (biał. Кавалі; ros. Ковали, Kowali) – agromiasteczko na Białorusi, w obwodzie mohylewskim, w rejonie bobrujskim, siedziba sielsowietu.

## Położenie
Kawali znajdują się 22 km na południowy wschód od Bobrujska między autostradą M-5 Mińsk-Homel i trasą kolejową Bobrujsk - Żłobin nad rzeką Bielica.
W Kawalach znajduje się stacja kolejowa Ciałusza, oddalona ok. 8 km na wschód od wsi o tej samej nazwie.

## Populacja
- 1885 r. – 556
- 1897 r. – 867
- 1907 r. – 898
- 1917 r. – 977
- 1959 r. – 579
- 1970 r. – 912
- 1986 r. – 639
- 1999 r. – 821
- 2007 r. – 786
- 2010 r. – 687
- 2014 r. – 758